# Mulher com sete filhos

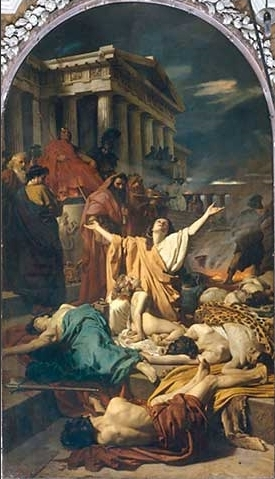
"O Martírio dos Macabeus"
1863. Por Antonio Ciseri, na igreja de Santa Felicità, em Florença.

A mulher com sete filhos foi uma mártir judia descrita em II Macabeus 7 e em outras fontes. Embora seu nome não tenha sido citado no texto bíblico, ela é chamada popularmente de Ana (Hannah), Míriam e Salomônia.

## II Macabeus
Pouco antes da revolta de Judas Macabeu (II Macabeus 8), Antíoco IV Epifânio prendeu uma mãe e seus sete filhos e tentou forçá-los a comer carne de porco. Quando eles se recusaram, ele torturou e matou os filhos dela, um por um. O narrador menciona que "particularmente admirável e digna de elogios foi a mãe que viu perecer seus sete filhos no espaço de um só dia e o suportou com heroísmo, porque sua esperança repousava no Senhor" (II Macabeus 7:20). Cada um dos filhos proferiu um discurso antes de morrer e o último diz que seus irmãos "participam agora da vida eterna" (II Macabeus 7:36). O narrador termina dizendo que a mãe morreu, mas sem dizer se ela foi executada ou se morreu de outra forma.

## Tratado Gittin
O Talmude conta uma história parecida, mas a respeito da recusa de idolatrar um ídolo no lugar da recusa de comer carne de porco. O Tratado Gittin 57b cita o Rabi Judá dizendo que "isto é uma referência à mulher e seus sete filhos" e o rei não nomeado é chamado de "imperador" e "césar". A mulher se suicida nesta versão ("ela subiu num telhado e se atirou e morreu").

## Outras versões
Outras versões da história estão em IV Macabeus, que sugere que a mulher pode ter se atirado às chamas em 17:1, e Josippon, que afirma que ela caiu morta sobre os cadáveres de seus filhos.

## Nome

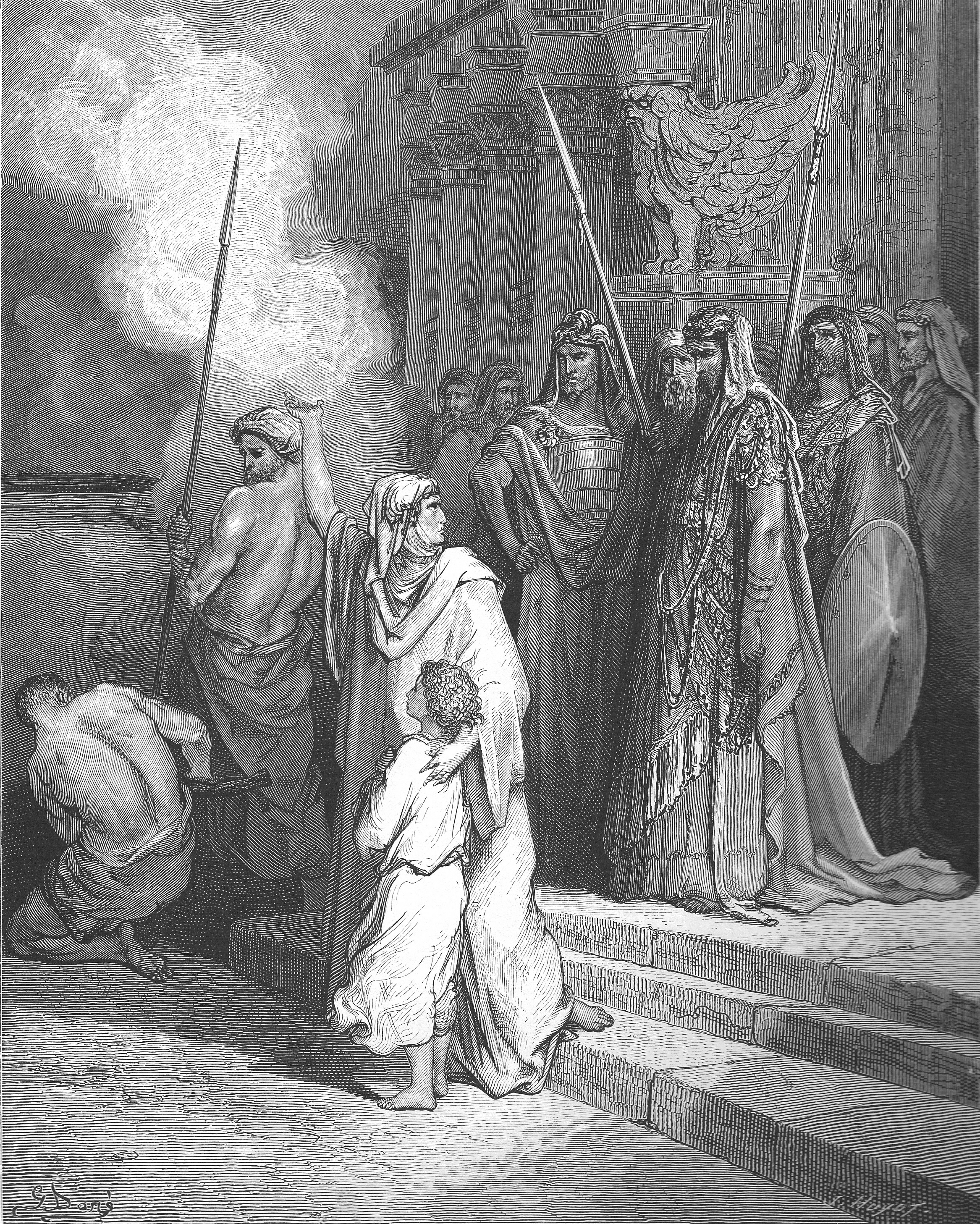
"Coragem de uma Mãe".
1866. Gravura de Gustave Doré.

As diversas fontes propuseram variados nomes para a mulher. Nos "Lamentos de Rabbah", ela é chamada de "Míriam bat Tanhum", na tradição da Igreja Ortodoxa, ela é conhecida como "Salomônia", na Igreja Apostólica Armênia ela é chamada de "Shamuna" e na Igreja Siríaca ela é chamada de "Shmuni". Além disso, ela é chamada de Ana (Hannah) ou "Chana" em Josippon, provavelmente uma ligação da história dela com a de Ana no Livro de Samuel, que cita que uma «estéril deu à luz sete filhos» (I Samuel 2:5). Gerson Cohen lembra que este nome aparece apenas na versão espanhola mais longa de Josippon (1510) e não na versão mais curta mantuana, que se refere a ela de forma anônima.

## Legado
A mulher com sete filhos é lembrada em alta estima por sua firmeza ao ensinar os filhos a manterem a fé, mesmo à beira da morte. A história em Macabeus reflete um dos temas gerais do livro, o de que a "força dos judeus está na realização dos mitzvot na prática".
É provável que Santo Hilário de Poitiers tenha se referido a esta mulher como uma profetisa. Diz ele: "Pois todas as coisas, como diz a profetisa, foram criados do nada", que, segundo Patrick Henry Reardon, seria uma citação de II Macabeus 7:28.
O apologista católico Jimmy Akin usa esta história para defender os livros deuterocanônicos. Ele examina Hebreus 11:35 ("uns foram torturados, não aceitando o seu livramento para alcançarem melhor ressurreição") e nota que esta esperança de vida eterna depois da tortura não é encontrado em lugar nenhum do Antigo Testamento protestante, mas está presente em II Macabeus 7, um livro considerado canônico apenas pelos católicos.
Segundo a tradição cristã antioquena, as relíquias da mãe e dos sete filhos foram enterrados numa sinagoga (depois convertida em igreja) no quarteirão de Kerateion de Antioquia. Por outro lado, túmulos que se acredita serem destes mártires foram descobertos em San Pietro in Vincoli em 1876. Há ainda mais um túmulo que se acredita ser da mulher e seus sete filhos no cemitério judaico de Safed, em Israel.

## Santos Mártires Macabeus
Embora não sejam os mesmos monarcas hasmoneus chamados de "macabeus", a mulher e seus filhos, juntamente com Eleazar, descrito em II Macabeus 6, são conhecidos conjuntamente como "Santos Macabeus" ou "Santos Mártires Macabeus" na Igreja Católica e na Igreja Ortodoxa.
Esta última celebra os "Santos Mártires Macabeus" em 1 de agosto. A Igreja Católica os inclui na lista de santos celebrados na mesma data. Desde antes do Calendário Tridentino, os Santos Macabeus tinham uma comemoração na liturgia do rito romano durante a festa de São Pedro Acorrentado. Esta comemoração permaneceu na liturgia dos dias da semana até o papa João XXIII, em 1960, suprimir esta festa de São Pedro. Nove anos depois, 1 de agosto tornou-se o dia de Santo Afonso Maria de Ligório e a menção aos mártires macabeus desapareceu do Calendário Geral Romano, que, desde a revisão de 1969, não se admite mais comemorações. Porém, como eles estão entre os santos e mártires reconhecidos no Martirológio Romano, os Santos macabeus podem ser venerados por todos os católicos.
De acordo com a tradição ortodoxa, os filhos chamavam-se Abim, Antonius, Gurias, Eleazar, Eusebonus, Alimus e Marcellus, embora os nomes divirjam levemente entre as diferentes fontes.
Os três livros etíopes de Meqabyan (canônicos na Igreja Ortodoxa Etíope, mas distintos dos outros quatro livros dos Macabeus) fazem referência a um outro grupo de "Mártires Macabeus", sem relação com estes, cinco irmãos chamados "Abya, Seela e Fentos, filhos de um benjaminita chamado Macabeu, que foi capturado e martirizado por liderar uma guerrilha contra Antíoco Epifânio".
Várias peças de mistério na Idade Média retrataram os mártires macabeus e representações de seu martírio provavelmente deram origem ao termo "macabre", provavelmente derivado do termo latim "machabaeorum".